# Robyn Regehr
Robyn Regehr (ur. 19 kwietnia 1980 w Recife) – kanadyjski hokeista pochodzenia brazylijskiego.
Urodził się w Brazylii, a wychowywał w Indonezji, po czym trafił do Kanady. Jego brat Richie (ur. 1983) także jest hokeistą.

## Kariera
- Kamloops Blazers (1996–1999)
- Saint John Flames (1999–2000)
- Calgary Flames (1999–2011)
- Buffalo Sabres (2011–2013)
- Los Angeles Kings (od 2013)

Przez trzy sezony grał w juniorskich rozgrywkach kanadyjskich WHL w ramach
CHL. W międzyczasie w drafcie NHL z 1998 został wybrany przez Colorado Avalanche, jednak w lidze NHL od 1999 grał w klubie Calgary Flames - łącznie przez 11 sezonów. Następnie dwa lata występował w Buffalo Sabres. Od kwietnia 2013 zawodnik. W maju 2013 przedłużył kontrakt o dwa lata.
Uczestniczył w turniejach mistrzostw świata w 2000, 2005, Pucharu Świata 2004 oraz na zimowych igrzyskach olimpijskich 2006.

## Sukcesy

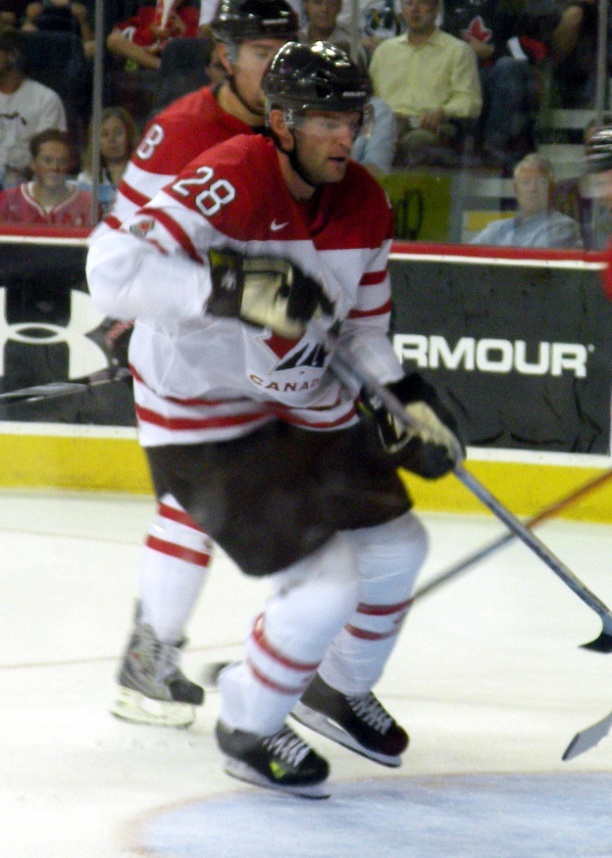
Robyn Regehr w barwach Kanady (2009)

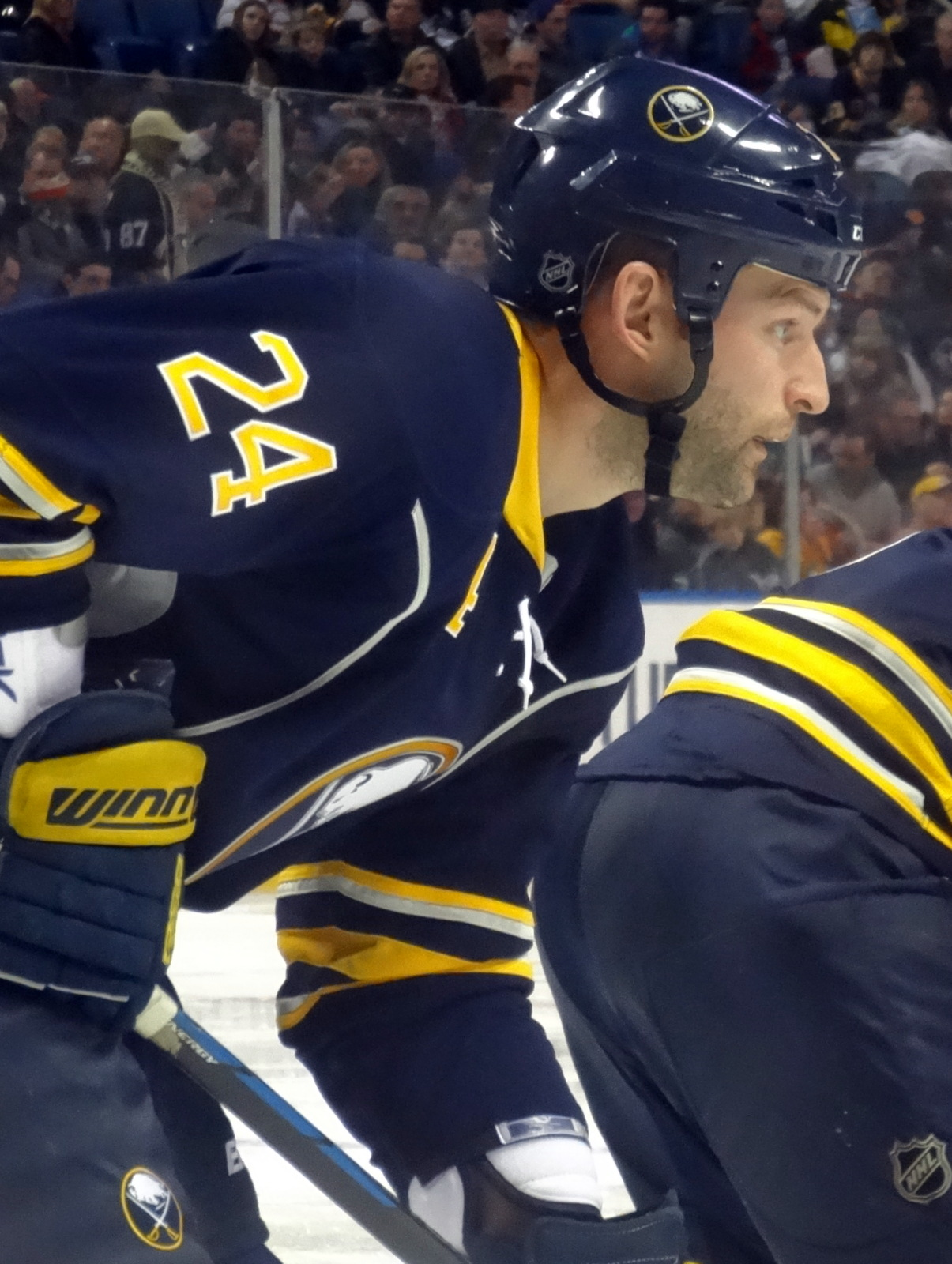
Robyn Regehr w barwach Buffalo Sabres (2013)

Reprezentacyjne
- Srebrny medal mistrzostw świata juniorów do lat 20: 1999
- Złoty medal Pucharu Świata: 2004
- Srebrny medal mistrzostw świata: 2005

Klubowe
- Mistrz konferencji NHL: 2004 z Calgary Flames
- Mistrz dywizji NHL: 2006 z Calgary Flames
- Clarence S. Campbell Bowl: 2004 z Calgary Flames
- Puchar Stanleya – mistrzostwo NHL: 2014 z Los Angeles Kings

Indywidualne
- Sezon CHL 1997/1998:
  - CHL Top Prospects Game
- Sezon WHL i CHL 1998/1999:
  - Pierwszy skład gwiazd WHL
  - Trzeci skład gwiazd CHL
- Sezon NHL (2001/2002):
  - NHL YoungStars Game

## Statystyki klubowe
| 1996–97   | Kamloops Blazers           | WHL       | 64  | 4  | 19  | 23  | 96  | 5  | 0 | 1  | 1  | 18 |
| 1997–98   | Kamloops Blazers           | WHL       | 65  | 4  | 10  | 14  | 120 | 5  | 0 | 3  | 3  | 8  |
| 1998–99   | Kamloops Blazers           | WHL       | 54  | 12 | 20  | 32  | 130 | 12 | 1 | 4  | 5  | 21 |
| 1999–00   | Saint John Flames          | AHL       | 5   | 0  | 0   | 0   | 0   | —  | — | —  | —  | —  |
| 1999–00   | Calgary Flames             | NHL       | 58  | 5  | 7   | 12  | 46  | —  | — | —  | —  | —  |
| 2000–01   | Calgary Flames             | NHL       | 71  | 1  | 3   | 4   | 70  | —  | — | —  | —  | —  |
| 2001–02   | Calgary Flames             | NHL       | 78  | 2  | 6   | 8   | 93  | —  | — | —  | —  | —  |
| 2002–03   | Calgary Flames             | NHL       | 76  | 0  | 12  | 12  | 87  | —  | — | —  | —  | —  |
| 2003–04   | Calgary Flames             | NHL       | 82  | 4  | 14  | 18  | 74  | 26 | 2 | 7  | 9  | 20 |
| 2004–05   | Nie grał z uwagi na Lokaut | —         | —   | —  | —   | —   | —   | —  | — | —  | —  | —  |
| 2005–06   | Calgary Flames             | NHL       | 68  | 6  | 20  | 26  | 67  | 7  | 1 | 3  | 4  | 6  |
| 2006–07   | Calgary Flames             | NHL       | 78  | 2  | 19  | 21  | 75  | 1  | 0 | 0  | 0  | 0  |
| 2007–08   | Calgary Flames             | NHL       | 82  | 5  | 15  | 20  | 79  | 7  | 0 | 2  | 2  | 2  |
| 2008–09   | Calgary Flames             | NHL       | 75  | 0  | 8   | 8   | 73  | —  | — | —  | —  | —  |
| NHL razem | NHL razem                  | NHL razem | 666 | 25 | 104 | 129 | 664 | 41 | 3 | 12 | 15 | 28 |
| WHL razem | WHL razem                  | WHL razem | 183 | 20 | 49  | 69  | 346 | 22 | 1 | 8  | 9  | 47 |

### Międzynarodowe
| Rok                   | Drużyna               | Turniej               | GP | G | A | Pts | PIM | Osiągnięcie     |  |
| --------------------- | --------------------- | --------------------- | -- | - | - | --- | --- | --------------- |  |
| 1999                  | Kanada                | MŚJ                   | 7  | 0 | 0 | 0   | 2   | Srebrny medal   |  |
| 2000                  | Kanada                | MŚ                    | 6  | 0 | 0 | 0   | 2   | Czwarte miejsce |  |
| 2004                  | Kanada                | PŚ                    | 6  | 0 | 0 | 0   | 6   | Mistrz          |  |
| 2005                  | Kanada                | MŚ                    | 9  | 0 | 0 | 0   | 4   | Srebrny medal   |  |
| 2006                  | Kanada                | IO                    | 6  | 0 | 1 | 1   | 2   | Siódme miejsce  |  |
| Kadra seniorska razem | Kadra seniorska razem | Kadra seniorska razem | 27 | 0 | 1 | 1   | 16  |                 |  |